# Aksaray Malaklisi
El Aksaray Malaklisi es una raza de perro originaria de la provincia de Aksaray en Turquía, de tipo mastín. Es probablemente la segunda raza de perro más grande del planeta, después del Pastor Persa.
Se dice que el nombre malakli (turco Malaklısı, referente a un ángel, o angelical) se debe a sus labios caídos.

## Características
[[Archivo:|thumb]]
El Aksaray Malakli es una raza fuerte, imponente y poderosa, criada para ser un gran perro guardián de ganado. Es similar en apariencia al famoso Kangal, pero con un tamaño y peso mayores. Tiene labios caídos, orejas pequeñas caídas a los costados de implantación baja, la cola es alargada y se va enroscando a medida que llega al final. El color del pelaje es mayormente crema, marrón, beige y blanco, con una máscara negra en la cara y orejas negras o marrones. Los machos miden entre 78-90 cm y las hembras miden entre 74-79 cm; pesan entre 65 y 90 kg ambos géneros, pero la hembra es 10 kg más liviana.